# Хумбан-нумена II
Хумбан-нумена II (д/н — бл. 1080 до н. е.) — цар Аншану і Суз (Еламу) близько 1090—1080 років до н.е.

## Життєпис
Син або небіж царя Шілхіна-хамру-лагамара. Посів трон десь у 1090-х роках до н. е. Про нього є згадки лише в 2 текстах його наступника Шутрук-Наххунте II. Вважається, що отаборився десь в центральному Еламі. Титул «цар Аншану і Суз» став суто номінальним, оскільки напевне Хумбан-нумена II не володів Сузами, які були сплюндровані. також обмаль відомостей про його діяльність в Аншані.